# Tetro Cacciatore
Il Tetro Cacciatore (Grim Hunter), il cui vero nome è Vladimir Kravinoff, è un personaggio dei fumetti creato da Howard Mackie (testi) e Tom Lyle (disegni), pubblicato dalla Marvel Comics. La sua prima apparizione è in Peter Parker: Spider-Man (vol. 1) n. 47 (giugno 1994).

## Biografia del personaggio
Vladimir Kravinoff è il figlio di Sergei Kravinoff, meglio noto come Kraven il cacciatore. Dopo essersi scontrato con Spider-Man, venne ucciso dal clone deforme di Peter Parker, il criminale conosciuto come Kaine.
È stato resuscitato durante la Tetra Caccia dalla madre Sasha Aleksandra Nikolaevich, la quale ha ucciso Mattie Franklin, pugnalandola durante il rito sacrificale necessario per riportare in vita il figlio. Vladimir è risorto come creatura semi-umana con sembianze leonine. Viene in seguito nuovamente ucciso dallo stesso padre.
1. 1 2  Il termine volume è usato in lingua inglese, in questo contesto, per indicare le serie, pertanto Vol. 1 sta per prima serie, Vol. 2 per seconda serie e così via.